# آگو دی سیورا
آگو دی سیورا (به لاتین: Ago di Sciora) یک کوه در سوئیس است که در کانتون گراوبوندن واقع شده‌است. آگو دی سیورا ۳٬۲۰۵ متر بالاتر از سطح دریا واقع شده‌است.